# グランドポテンシャル
グランドポテンシャル（英語: grand potential）とは、熱力学における示量性状態量の1つである。
統計力学においてはグランドカノニカルアンサンブルと関係付けられる。
グランドポテンシャルはエネルギーの次元を持つ。
記号 {\displaystyle J} や {\displaystyle \Omega } で表されることが多い。また、単に熱力学ポテンシャル（ねつりきがくポテンシャル、英語: thermodynamic potential）と呼ばれることもある。

## 定義
グランドポテンシャル {\displaystyle J} は、ヘルムホルツエネルギー {\displaystyle F}、化学ポテンシャル {\displaystyle \mu }、物質量 {\displaystyle N} を用いて
{\displaystyle J=F-\mu N}
で定義される。
グランドポテンシャルを温度 {\displaystyle T}、体積 {\displaystyle V}、化学ポテンシャル {\displaystyle \mu } の関数 {\displaystyle J(T,V,\mu )} と見ると、完全な熱力学関数となる。
また、ヘルムホルツエネルギーを温度 {\displaystyle T}、体積 {\displaystyle V}、物質量 {\displaystyle N}
の関数 {\displaystyle F(T,V,N)} としてみたとき、グランドポテンシャルは {\displaystyle N} に関するルジャンドル変換
{\displaystyle J(T,V,\mu )=F(T,V,N(T,V,\mu ))-\mu \,N(T,V,\mu )}
と見ることができる。

## 微分
グランドポテンシャル {\displaystyle J(T,V,\mu )} の全微分は
{\displaystyle dJ(T,V,\mu )=}{\displaystyle -S(T,V,\mu )dT}{\displaystyle -p(T,V,\mu )dV}{\displaystyle -N(T,V,\mu )d\mu }
となる。ここで {\displaystyle S} はエントロピー、{\displaystyle p} は圧力、{\displaystyle N}は物質量である。
従って、偏微分は
{\displaystyle S(T,V,\mu )=-\left({\frac {\partial J(T,V,\mu )}{\partial T}}\right)_{V,\mu }}
{\displaystyle p(T,V,\mu )=-\left({\frac {\partial J(T,V,\mu )}{\partial V}}\right)_{T,\mu }}
{\displaystyle N(T,V,\mu )=-\left({\frac {\partial J(T,V,\mu )}{\partial \mu }}\right)_{T,V}}
となる。
系のスケール変換を考えると
{\displaystyle J=-pV}
の関係が得られる。

## 統計力学との関係
統計力学においてはグランドカノニカルアンサンブルと関係付けられる。
大分配関数 {\displaystyle \Xi (\beta ,\mu )} を用いて
{\displaystyle J(\beta ,\mu )=-{\frac {1}{\beta }}\ln \Xi (\beta ,\mu )}
と表される。ここで {\displaystyle \beta =1/kT} は逆温度、{\displaystyle k} はボルツマン定数である。